# Receptum
Il receptum è un istituto del Diritto romano che indicava un patto protetto da un editto pretorio.
Prevedeva 3 sottocategorie:
- receptum argentarii, con cui un banchiere si prestava ad assumere a suo carico il debito di un cliente verso terzi
- receptum nautarum, cauponum, stabulariorumque, col il quale il comandante di una nave (nauta), un albergatore (caupo) o uno stalliere (stabularius) si assumeva l'onere di ripagare eventuali danni della mercanzia affidatagli
- receptum arbitrii, patto con il quale un arbitro prometteva di emettere una sentenza per dirimere una disputa tra due litiganti interessati a chiudere brevemente la contesa